# Santander Arena
Die Santander Arena ist eine Mehrzweckhalle in der US-amerikanischen Stadt Reading im Bundesstaat Pennsylvania. Seit Oktober 2013 trägt sie den Namen der Santander Bank. Die Halle im Berks County ist seit der Eröffnung 2001 die Heimstätte der Eishockeymannschaft Reading Royals aus der ECHL.

## Geschichte
Die im September 2001 eingeweihte Arena wurde an der Stelle des Astor Theatre erbaut. Das Theater wurde 1975 geschlossen, stand leer und wurde für den Neubau 1997 abgerissen. Zur Santander Arena gehört das Santander Performing Arts Center (vorher The Rajah Shrine Temple) und das Reading Eagle Theater mit 2.500 bis 4.500 Plätzen.
Die Santander Arena wird zurzeit vom Eishockeyteam der Reading Royals aus der ECHLgenutzt; Die Reading Express der Indoor Football League (IFL) traten von 2006 bis 2012 zu ihren Spielen in der Halle an. Die New York Majesty aus der Legends Football League (LFL) waren von 2009 bis 2010 in Sovereign Center ansässig. Das Premier-Basketball-League-Team der Reading Railers war 2008 in der Halle beheimatet, traten zur Saison 2008/09 aber nicht mehr an. Darüber hinaus ist sie Schauplatz von u. a. Rodeos der PBR, Eisspeedway und weiteren Sportveranstaltungen sowie religiöse Veranstaltungen wie Versammlungen der Zeugen Jehovas, großer Bankette und Feierlichkeiten.

## Konzerte und Shows
Die Konzerte und Shows finden im Santander Performing Arts Center statt. Neben Konzerten, Auftritten von Comedians, Familienshows wie Sesamstraße Live nutzt auch das Reading Symphony Orchestra die Spielstätte.
Eine Auswahl der Künstler und Musikgruppen:
- Willie Nelson, Vanessa Hudgens, Jordan Pruitt, Heaven and Hell, Alice Cooper, Queensrÿche, Backstreet Boys, Kelly Clarkson, Reba McEntire
- Journey, Carrie Underwood, Jason Michael Carroll, Sons of Sylvia, Craig Morgan, American Idol Live!, Cher, Tool, Stone Temple Pilots, The Wiggles
- Mötley Crüe, matchbox twenty, Stevie Nicks, The Moody Blues, Crosby, Stills and Nash, The Beach Boys, Def Leppard, Styx
- REO Speedwagon, The Cheetah Girls, Aly & AJ, Jonas Brothers, Melissa Peterman